# Foro di Costantino
Il foro di Costantino era un foro edificato dall'imperatore Costantino I nella nuova capitale di Costantinopoli, l'attuale Istanbul, corrispondente all'attuale Çemberlitaş meydanı. Venne edificato al momento della fondazione della nuova capitale nei pressi delle mura della città antica.

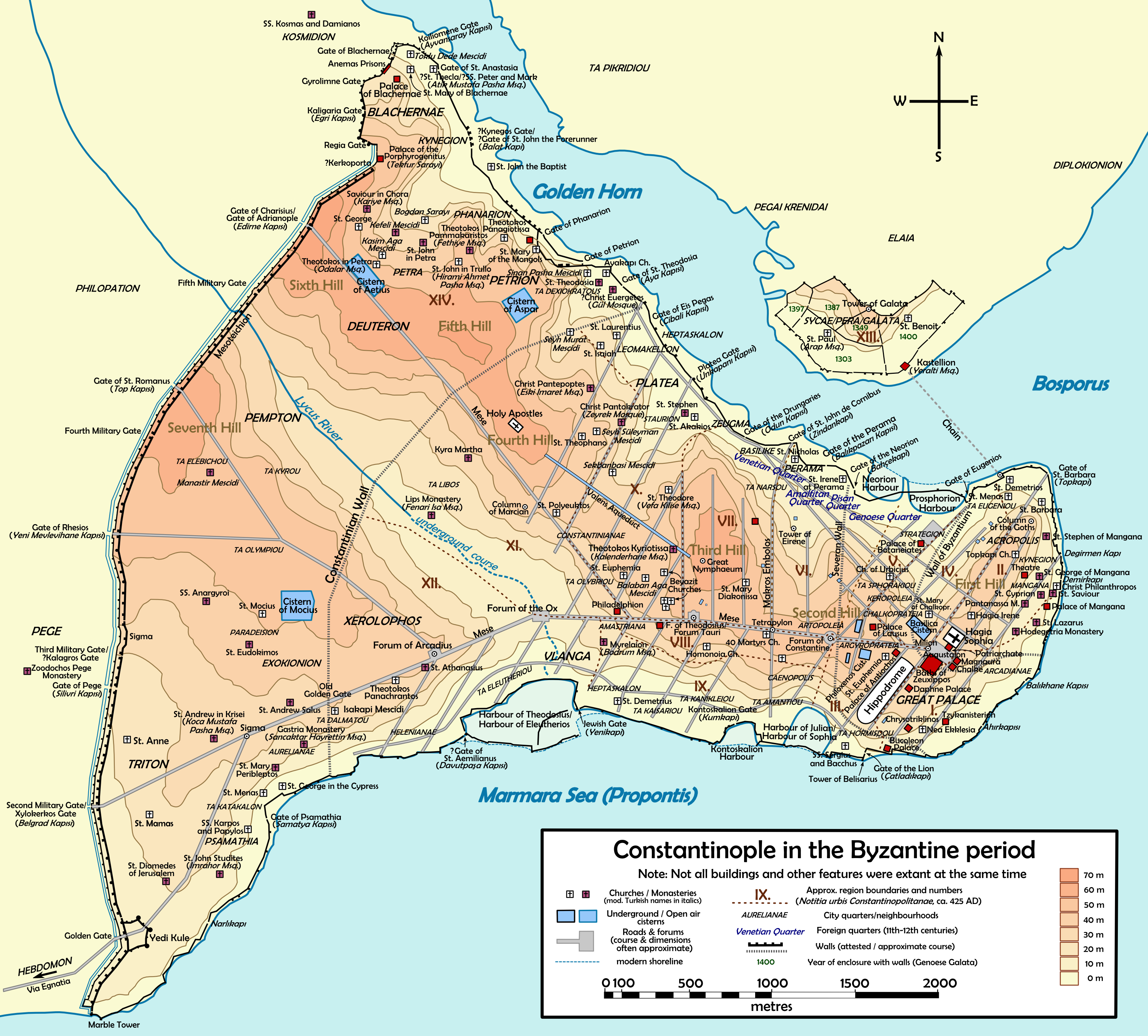
Planimetria della città di Costantinopoli

## Storia
Di forma ovale con portici, era intersecato sui lati est-ovest da due archi trionfali e decorato da numerose statue provenienti da tutte le città dell'Impero, a sud si trovava un ninfeo e a nord ospitava l'aula del Senato bizantino, e al centro si trovava la monumentale colonna di Costantino, oggi conosciuta anche come "colonna bruciata" (in turco Çemberlitaş, da cui il nome dell'odierna piazza), in porfido, sormontata da un'enorme statua di Costantino oggi perduta. Sotto di essa l'imperatore avrebbe posto, a protezione della città, alcune reliquie cristiane tra cui, forse, parti della presunta Vera Croce di Cristo, oltre ad alcuni amuleti pagani. Ai suoi piedi si trovava un'edicola dedicata appunto all'imperatore (che la Chiesa ortodossa venera come santo) che la rendeva un vero e proprio santuario. Nel foro venivano svolte le principali celebrazioni imperiali.
Il foro rimase sostanzialmente intatto fino all'assedio del 1204, quando venne saccheggiato dai crociati, che fecero fondere le antiche statue in bronzo che decoravano la piazza per ricavarne monete. Oggi, la colonna di Costantino rimane l'unico elemento del foro ancora in loco.

## Galleria d'immagini

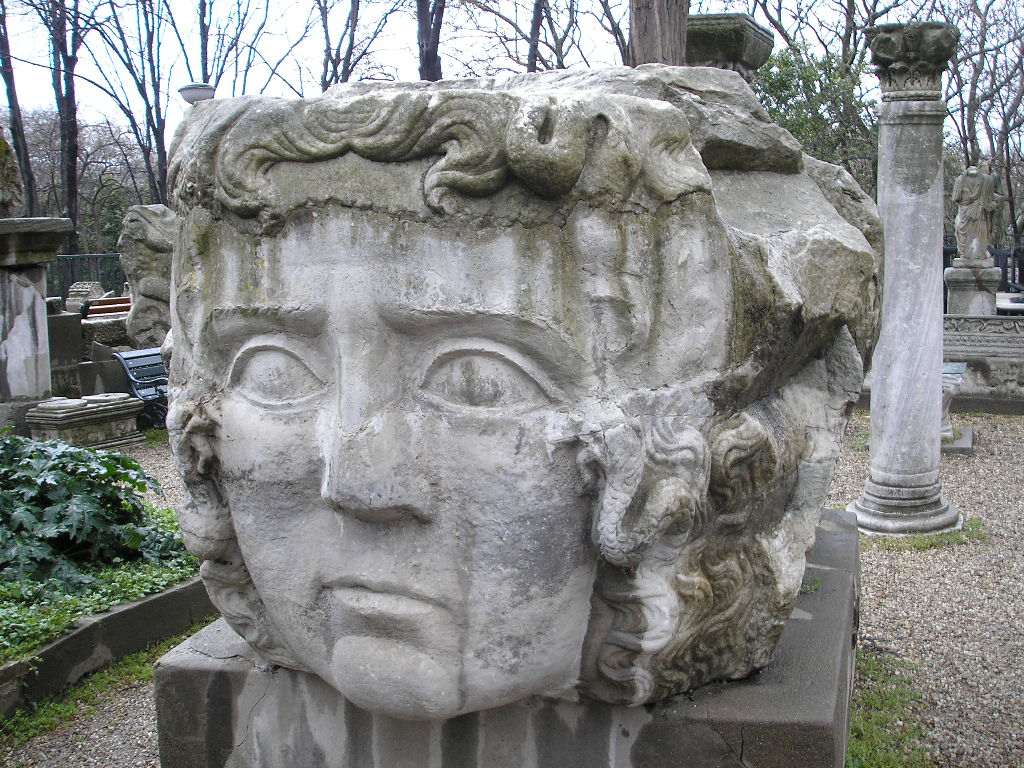
Testa colossale di Medusa, proveniente da uno dei due archi trionfali del foro.
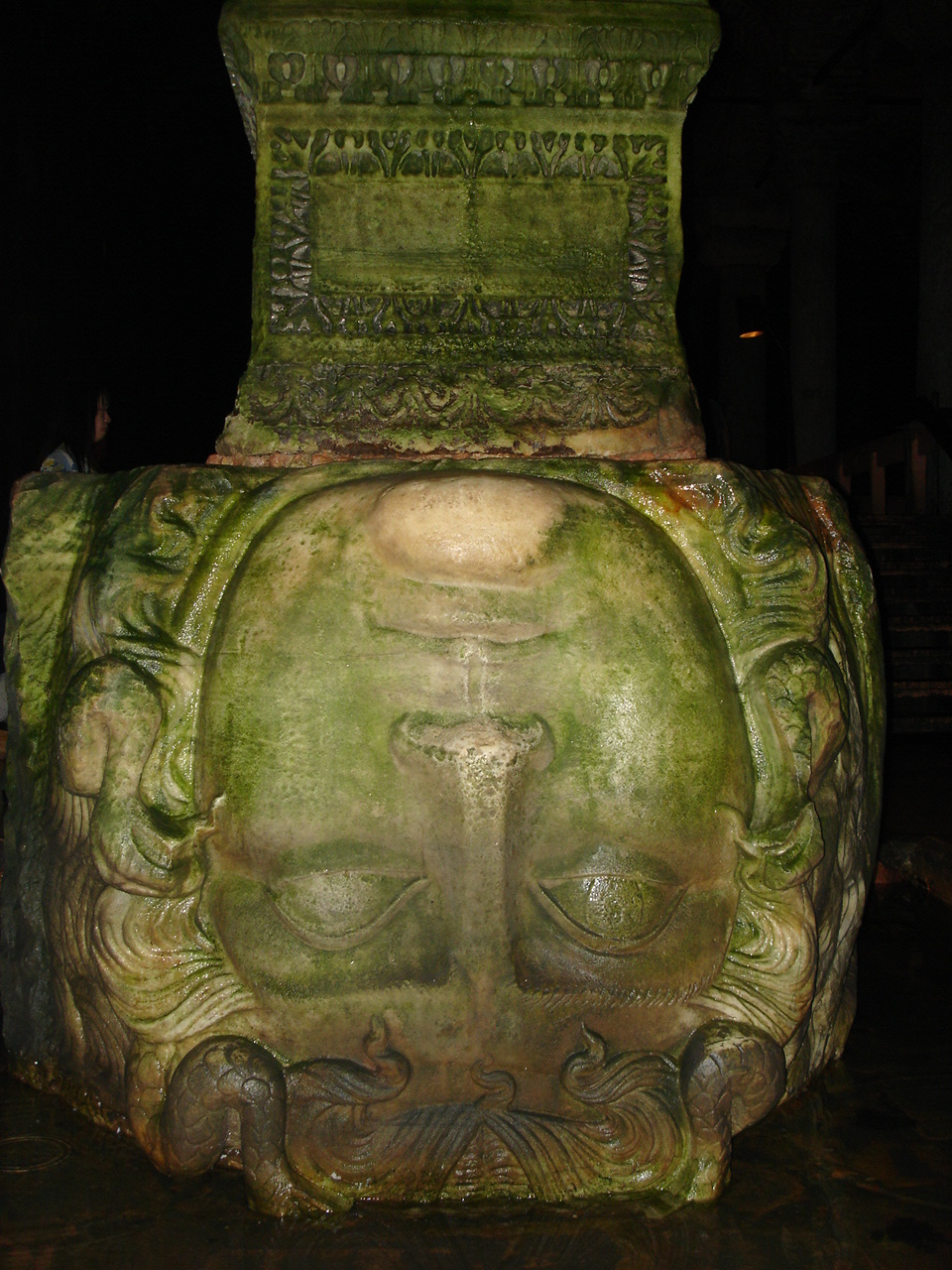
Altra testa di Medusa proveniente dal foro, riutilizzata nella Cisterna Basilica.
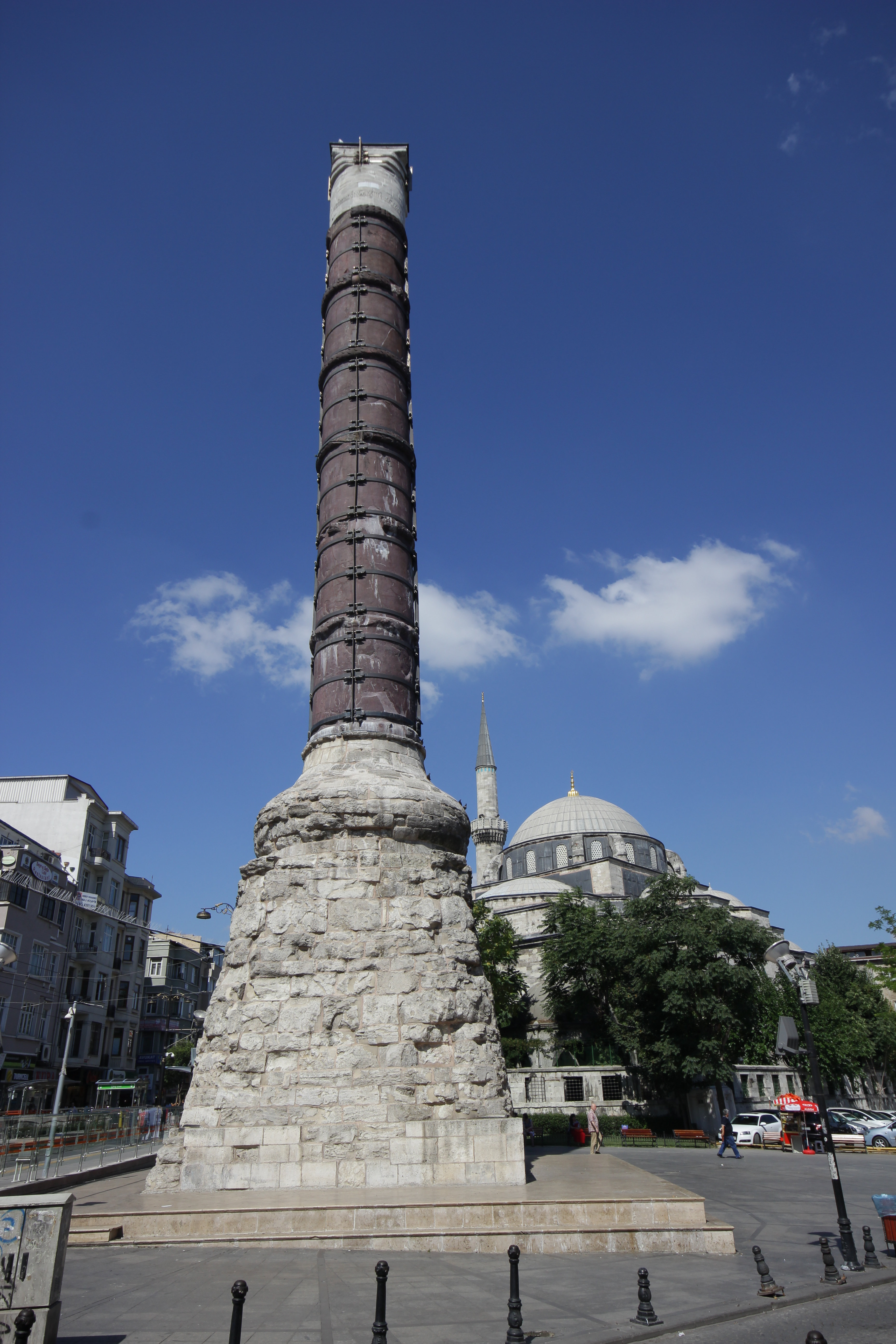
La colonna di Costantino al giorno d'oggi.